# شولنبرگ یم اوبرهارتس
شولنبرگ یم اوبرهارتس (به آلمانی: Schulenberg im Oberharz) یک منطقهٔ مسکونی در آلمان است که در اوبرهارتس واقع شده‌است. شولنبرگ یم اوبرهارتس ۲۸۵ نفر جمعیت دارد.